# Paràmetres Z

Paràmetres Z de dos ports Equivalent a Thevenin.

Els paràmetres d'impedància o els paràmetres Z (els elements d'una matriu d'impedància o matriu Z) són propietats utilitzades en enginyeria elèctrica, enginyeria electrònica i enginyeria de sistemes de comunicació per descriure el comportament elèctric de xarxes elèctriques lineals. També s'utilitzen per descriure la resposta de senyal petit (linealitzat) de xarxes no lineals. Són membres d'una família de paràmetres similars utilitzats en enginyeria electrònica, altres exemples són: paràmetres S, paràmetres Y, paràmetres H, paràmetres T o paràmetres ABCD.
Els paràmetres Z també es coneixen com a paràmetres d'impedància de circuit obert, ja que es calculen en condicions de circuit obert. és a dir, I x = 0, on x = 1,2 es refereixen als corrents d'entrada i sortida que flueixen pels ports (d'una xarxa de dos ports en aquest cas) respectivament.

Equivalent recíproc de paràmetres Z de dos ports.

## La matriu de paràmetres Z
Una matriu de paràmetres Z descriu el comportament de qualsevol xarxa elèctrica lineal que es pot considerar com una caixa negra amb un nombre de ports. Un port en aquest context és un parell de terminals elèctrics que transporten corrents iguals i oposades dins i fora de la xarxa, i que tenen una tensió particular entre ells. La matriu Z no dona cap informació sobre el comportament de la xarxa quan els corrents a qualsevol port no s'equilibren d'aquesta manera (si això és possible), ni tampoc dona informació sobre la tensió entre terminals que no pertanyen al mateix port. Normalment, es pretén que cada connexió externa a la xarxa estigui entre els terminals d'un sol port, de manera que aquestes limitacions siguin adequades.
Per a una definició genèrica de xarxa multiport, s'assumeix que a cadascun dels ports se li assigna un nombre enter n que va d'1 a N, on N és el nombre total de ports. Per al port n, la definició del paràmetre Z associada és en termes de corrent i tensió del port, {\displaystyle I_{n}\,} i {\displaystyle V_{n}\,} respectivament. Per a tots els ports, les tensions es poden definir en termes de la matriu del paràmetre Z i els corrents mitjançant la següent equació matricial:
{\displaystyle V=ZI\,}
on Z és una matriu N × N els elements de la qual es poden indexar mitjançant la notació matricial convencional. En general, els elements de la matriu de paràmetres Z són nombres complexos i funcions de freqüència. Per a una xarxa d'un port, la matriu Z es redueix a un sol element, sent la impedància ordinària mesurada entre els dos terminals. Els paràmetres Z també es coneixen com a paràmetres de circuit obert perquè es mesuren o es calculen aplicant corrent a un port i determinant les tensions resultants a tots els ports mentre que els ports no controlats s'acaben en circuits oberts.